# Amazona guatemalae
Amazona guatemalae är en fågel i familjen västpapegojor inom ordningen papegojfåglar. Den behandlas oftast som del av mjölamazonen (A. farinosa).

## Utbredning och systematik
Fågeln förekommer i Centralamerika och delas in i två underarter med följande utbredning:
- A. g. guatemalae – sydöstra Mexiko till nordvästra Honduras
- A. g. virenticeps – norra Honduras till västra Panama

Den kategoriseras ofta som del av mjölamazonen (A. farinosa) men erkänss som egen art av Birdlife International och IUCN.

## Status
IUCN kategoriserar arten som nära hotad.